# Мелрой, Памела
Паме́ла «Пэм» Энн Ме́лрой (англ. Pamela „Pam“ Ann Melroy; род. 1961) — астронавт НАСА. Совершила три космических полёта на шаттлах: STS-92 (2000, «Дискавери»), STS-112 (2002, «Атлантис») и STS-120 (2007, «Дискавери»), полковник ВВС США.

## Личные данные и образование

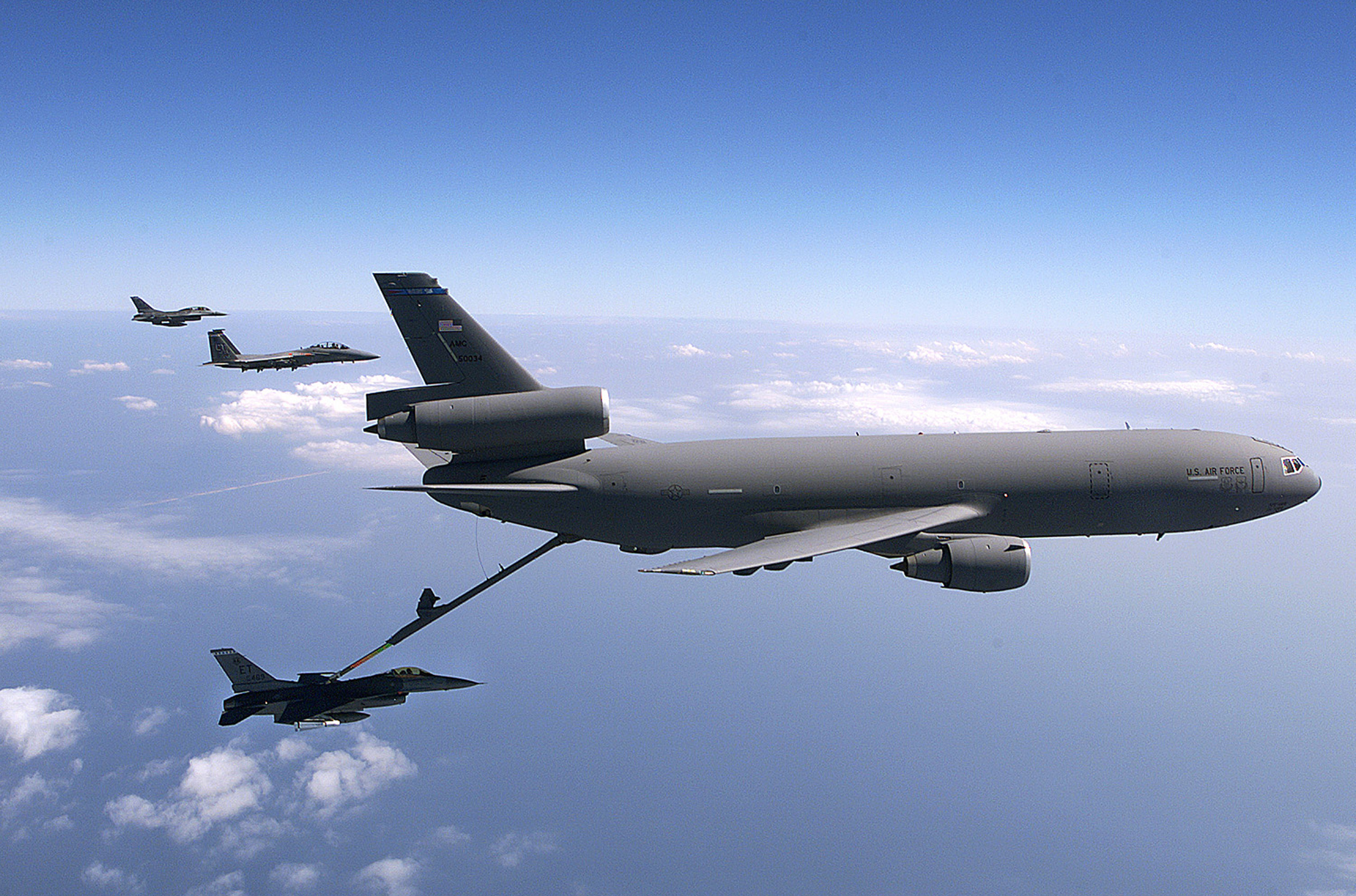
Самолёт KC-10 (заправщик) в полёте.

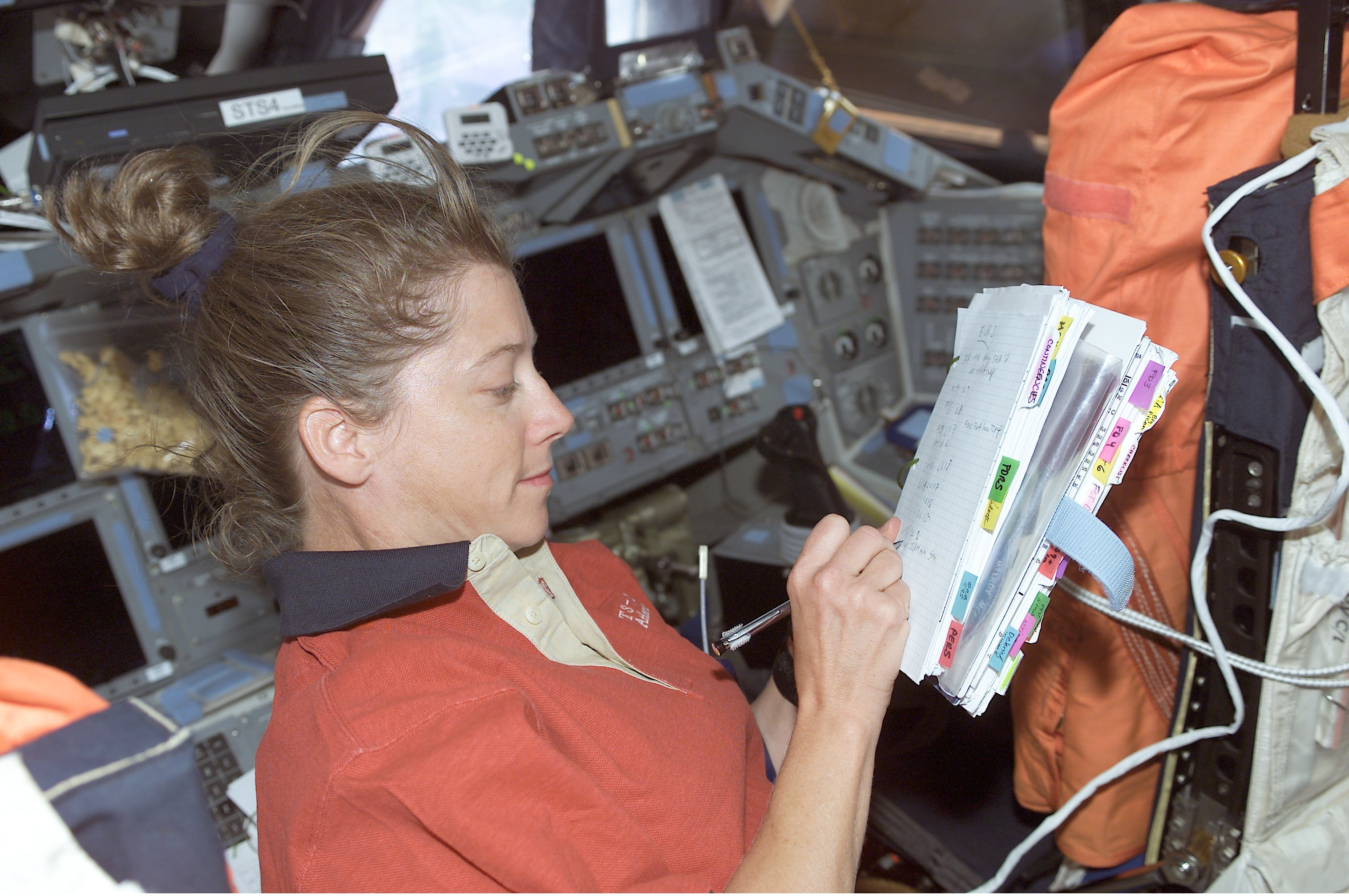
STS-112: Мелрой в рубке Атлантиса.

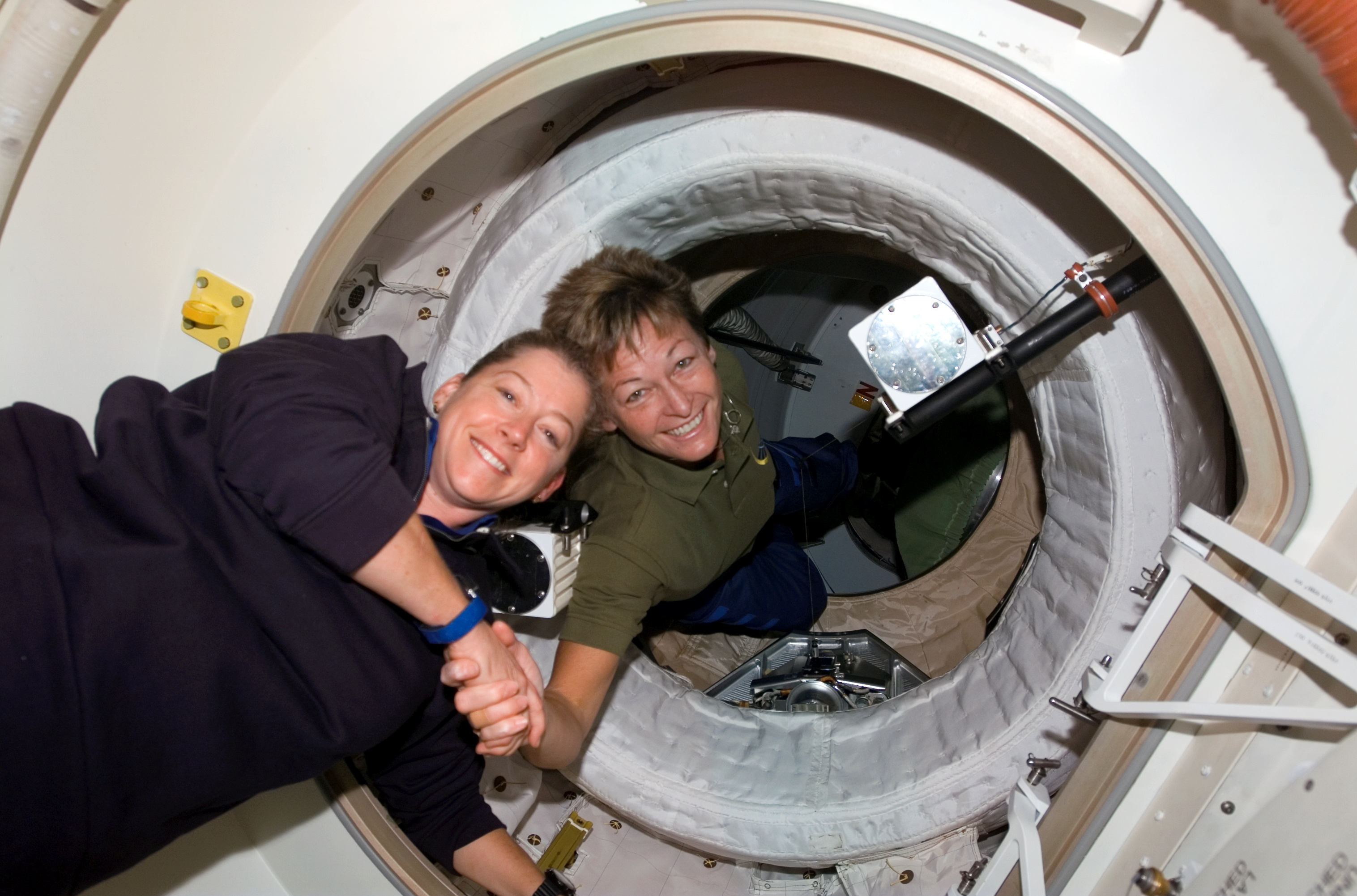
STS-120: Мелрой слева.

Памела Мелрой родилась 17 сентября 1961 года в городе Пало-Алто, штат Калифорния. Но своим родным считает город Рочестер, штат Нью-Йорк, где в 1979 году окончила среднюю школу. В 1983 году получила степень бакалавра наук в области физики и астрономии в Колледже Уэллсли, штат Массачусетс. В 1984 году получила степень Ph. D. в области геологии и планетологии в Массачусетском технологическом институте.
Замужем за Кристофером Уоллесом Уилтоном, он из Коннектикута. Она любит театр, джазовые танцы, чтение, кулинарию и полёты. Её родители, Дэвид и Хелен Мелрой, проживают в Питсфорде, Нью-Йорк.

## До НАСА
Мелрой поступила на службу в ВВС в 1983 году. Поступила в Школу подготовки пилотов на авиабазе «Риз», около города Лаббок, в штате Техас и закончила её в 1985 году. В течение шести лет летала на KC-10 на авиабазе «Барксдейл» в Боссер-Сити, Луизиана, сначала как второй пилот, затем командиром самолёта и летчиком-инструктором.
Мелрой участвовала во Вторжении США в Панаму, в Войне в Персидском заливе («Щит пустыни» и «Буря в пустыне»). Имеет налёт более 200 боевых часов. В июне 1991 года она поступила в Школу лётчиков-испытателей на авиабазе «Эдвардс», в Калифорнии. После её окончания была переведена на самолёт C-17, где служила лётчиком-испытателем, когда узнала о приглашении в НАСА. Имеет общий налёт более 3 500 часов на более чем 45 различных типах самолётов.

## Подготовка к космическим полётам
Принимала участие в 14-м наборе НАСА. В декабре 1994 года был зачислена в отряд НАСА в составе пятнадцатого набора, кандидатом в астронавты. С марта 1995 года стала проходить обучение по курсу Общекосмической подготовки (ОКП). По окончании курса, в мае 1996 года получила квалификацию «пилот шаттла» и назначение в Офис астронавтов НАСА. Работала в группе поддержки экипажей перед запусками и после посадок шаттлов.

## Полёты в космос
- Первый полёт — STS-92[3], шаттл «Дискавери». C 11 по 24 октября 2000 года в качестве «пилот шаттла». Основной задачей полёта была стыковка с Международной космической станции (МКС), продолжение её сборки, доставка ферменной конструкции Z1, гироскопов с управляющим моментом. Был доставлен герметичный стыковочный переходник-3 (PMA-3), оборудованный стыковочными узлами (был установлен на поддон Спейслэба), первоначально был пристыкован к надирному (нижнему, или обращённому к Земле) порту «Юнити». Во время полёта выполнил два выхода в открытый космос: 16 октября 2000 года — продолжительностью 7 часов 7 минут и 18 октября 2000 года — 6 часов 56 минут. Продолжительность полёта составила 12 дней 21 час 44 минуты[4].
- Второй полёт — STS-112[5], шаттле «Атлантис». C 7 по 18 октября 2002 года в качестве «пилот шаттла». Цель полёта — доставка на Международную космическую станцию (МКС) секции S1 Основной фермы, научной аппаратуры и грузов. Во время полета выполнила три выхода в открытый космос: 10 октября 2002 года — продолжительностью 7 часов 1 минуту, астронавты подключали шины питания и данных (ферменные конструкции) секции S1 к секции S0, сняли стартовые крепления балки радиатора и тележки CETA-A, развернули антенны S-диапазона SASA. 12 октября 2002 года — 6 часов 4 минуты, была произведена установка устройств SPD на гидроразъёмах QD, стыковка гидромагистралей, ведущих к бакам аммиака на секции S1, продолжили снятия стартовых креплений балки радиатора и тележки CETA-A. 14 октября — 6 часов 36 минут, восстановили работоспособность блока разъемов IUA мобильного транспортера, установили перемычки между аммиачными контурами S0 и S1, установили устройства SPD (завершение работ). Продолжительность полёта составила 10 суток 19 часов 59 минут[6].
- Третий полёт — STS-120[7], шаттл «Дискавери». C 23 октября по 7 ноября 2007 года в качестве «командира корабля». В этом полёте Памела Мелрой — вторая женщина-командир шаттла. Доставка и монтаж изготовленного в Италии соединительного модуля «Гармония». Модуль «Гармония», также как и модули «Юнити» и «Node 3», является соединительным узлом между исследовательскими, жилыми, шлюзовыми и функциональными модулями МКС. Модуль «Гармония» служит связующим звеном между американской лабораторией «Дестини», европейским исследовательским модулем «Колумбус» и японским исследовательским модулем «Кибо». «Колумбус» доставлен на орбиту в феврале 2008 года на шаттле «Атлантис» STS-122, «Кибо» доставлен в марте 2008 года на шаттле «Индевор» STS-123. На модуле «Гармония» установлен стыковочный модуль для американских шаттлов и стыковочный модуль для японских грузовых кораблей HTV. К модулю «Гармония» будут также пристыковываться многофункциональные грузовые модули. Продолжительность полёта составила 15 суток 2 часа 23 минуты[8].

Общая продолжительность полётов в космос — 38 дней 20 часов 4 минуты.

## После полётов
В феврале 2007 года году ушла в отставку из ВВС, а 7 августа 2009 года ушла из отряда астронавтов и уволилась из НАСА. С 2011 по 2013 работала в FAA, с 2013 по февраль 2017 — в DARPA в качестве заместителя директора Бюро тактических технологий. В 2017 году Памела Мерлой вошла в наблюдательный совет австралийского стартапа Gilmour Space Technologies, разрабатывавшего ракету-носитель сверхлёгкого класса Eris.

## Награды и премии
Награждена: Медаль «За космический полёт» (2000, 2002 и 2007) и многие другие.